# 史密斯威森SW99半自動手槍
史密斯威森SW99（英語：Smith & Wesson SW99）是一款由德国槍械製造商瓦爾特為了把廣受歡迎的瓦爾特P99向美國民用手槍市場出口，而聯合了美国槍械製造商史密斯威森共同生產的半自動手槍。德國瓦爾特製造的是為了給SW99使用而修改過以後的底把；而美國史密斯威森製造SW99的套筒和槍管，以及其最後組裝。雖然在美學設計有著些微的變化，但SW99的功能與全德國製造的瓦爾特P99相同。發射9×19毫米、.40 S&W和.45 ACP這三種口徑的手枪子彈。

## 概述
史密斯威森SW99是一把現代化聚合物底把手槍，其功能與瓦爾特P99幾乎相同。SW99使用了與經典型外置式擊錘不同的內置式主動擊針。發射9×19毫米、.40 S&W和.45 ACP這三種手枪子彈。SW99並無手動保險；相對的就在套筒的頂部後端部分設有大型待擊解脫按鈕，當按鈕被致動的時候，SW99會變成雙動操作模式。這種機構與多個類別的槍機都有所不同，這將在下面解釋。SW99亦具多個保險功能，包括裝在套筒右側的上膛指示器，在膛室內裝彈的時候會向前突出並且顯示紅色標記，以及防跌落保險（英語：Drop Safety）。與瓦爾特P99 QA衍生型一樣，SW99的待擊指示器不會從套筒突出，除非它已經開火了，因為它在待擊狀態以下是會一直維持的。SW99還設有一個完全支持膛室式設計，膛室裝彈以後不會露出子彈的任何部分，這是因為要減少因彈殼頭破裂而導致使用者受傷和／或手槍報銷的風險。
史密斯威森SW99獨特的、符合人體工學的握把是由著名的意大利比賽型手槍握把設計師塞薩爾·莫里尼（英語：Cesar Morini）所設計。與瓦爾特P99一樣，SW99的握把採用了模塊化設計，可以換裝3種可更換式後方握把片，這樣就令使用者可以因應其手掌大小而調節握把的形狀和尺寸，更適合不同的手形。此功能亦讓大多數射手的槍械上具有一個握感舒適和更有效的握把。P99和SW99之間的設計上的差異在手槍底把上最為顯著；握把及扳機護環都具有一個明顯地不同的形狀。而另一個明顯地不同的地方是套筒，套筒的前部和後部都刻有防滑槽，而P99則只在其套筒的後部刻有。但P99和SW99兩把手槍之間最顯著的差異，還是SW99具有.45 ACP口徑，這是P99所沒有的。

## 衍生型

### SW99
這個版本的手槍具有雙／單動操作扳機（DA／SA），它具有與P99AS相同的“抗應力”（Anti-Stress）扳機動作。

### SW990和SW990L
SW990衍生型並沒有其他型號的大型待擊解脫按鈕。它使用一個恆定的純雙動操作扳機（DAO），扳機在每個發射週期以後將會復位。這個型號將當於P99 DAO／P990。

### SW99 QA
SW99 QA衍生型使用了更短和更輕的扳機扣力。裝有格洛克手槍式擊針設計。與標準型SW99不同的是，大型待擊解脫按鈕變成了分解按鈕，因此在槍械分解時才是按壓，否則會導致槍械無法操作。

### SW99C
SW99C是SW99的緊湊型版本。

## 使用國
- 中華民國
  - 警政署
- 美国
  - 部份地方警察局

## 資料來源
1. 1 2  .   [2012-10-06]. （原始内容存档于2021-01-16）.
2. ↑  .   [2012-10-06]. （原始内容存档于2008-05-13）.
3. 1 2 3 4   (PDF).   [2012-10-06]. （原始内容存档 (PDF)于2007-10-14）.

## 外部連結
- （英文）—Smith & Wesson SW99 Safety & Instruction Manual
- （英文）—The Truth About Guns.com—TTAG Reader: What I Carry and Why – Travis Pike’s PPS and SW99C （页面存档备份，存于）
- （简体中文）—D boy Gun World（槍炮世界）—SW99 半自动手枪 （页面存档备份，存于）